# Bernhard Fränkel
Bernhard Fränkel, född 17 november 1836 i Elberfeld, död 11 november 1911 i Berlin, var en tysk läkare.
Fränkel blev medicine doktor 1859, docent i Berlin 1872, 1884 extra ordinarie professor i rhinologi och laryngologi och 1887 direktör för universitetspolikliniken för hals- och nässjukdomar där. År 1893 blev han direktör för kliniken för hals- och nässjukdomar vid Charitésjukhuset. Flera svenska specialister på Fränkels område fick sin utbildning hos honom. Han var utländsk ledamot av Svenska Läkaresällskapet.